# Фойниця
Фо́йніца (босн. Fojnica, хорв. Fojnica) — стародавнє місто в центральній частині Боснії і Герцеговини, у Середньобоснійському кантоні Федерації Боснії  і Герцеговини, з 4225 жителями в місті та 16 296 у муніципалітеті (1991 р.). Розташоване на річці Fojnička rijeka, лівій притоці річки Босна, в оточенні середніх і високих гір з висотами понад 2100 м, приблизно за 50 км на північний захід від Сараєва. Відоме своїм знаменитим францисканським монастирем Святого Духа з великою книгозбірнею та колекцією.

## Демографія
| Населення муніципалітету Фойниця |                |                |                |
| рік перепису                     | 1991           | 1981           | 1971           |
| мусульмани                       | 8 024 (49,23%) | 7 637 (50,76%) | 6 473 (50,45%) |
| хорвати                          | 6 623 (40,64%) | 6 432 (42,75%) | 5 948 (46,36%) |
| серби                            | 157 (0,96%)    | 422 (2,80%)    | 223 (1,73%)    |
| югослави                         | 407 (2,49%)    | 392 (2,60%)    | 85 (0,66%)     |
| решта і невизначені              | 1 085 (6,65%)  | 162 (1,07%)    | 100 (0,77%)    |
| всього                           | 16 296         | 15 045         | 12 829         |

Місто Фойниця
| Фойниця             |                |                |                |
| рік перепису        | 1991           | 1981           | 1971           |
| мусульмани          | 2 095 (49,58%) | 1 722 (50,48%) | 1 262 (55,98%) |
| хорвати             | 1 563 (36,99%) | 1 158 (33,94%) | 745 (33,05%)   |
| серби               | 130 (3,07%)    | 158 (4,63%)    | 134 (5,94%)    |
| югослави            | 297 (7,02%)    | 322 (9,44%)    | 76 (3,37%)     |
| решта і невизначені | 140 (3,31%)    | 51 (1,49%)     | 37 (1,64%)     |
| всього              | 4 225          | 3 411          | 2 254          |

Католицький перепис у Фойниці 1743 р. 
| Хорвати-католики Фойниці 1743 р. |               |                 |         |      |                   |
| рік                              | кількість сіл | кількість осель | дорослі | діти | кількість жителів |
| 1743                             | 3             | 115             | 436     | 135  | 571               |

Турецький перепис населення 1468/1469 рр.
| Населення Фойниці 1468/1469 рр. |               |                 |         |      |                   |
| рік                             | кількість сіл | кількість осель | дорослі | діти | кількість жителів |
| 1468/1469                       | /             | 323             | /       | /    | бл. 1665          |